# Луукконен, Фанни
Фа́нни Лу́укконен (фин. Fanni Luukkonen, 13 марта 1882, Оулу, Финляндия — 27 октября 1947, Хельсинки, Финляндия) — глава финской женской военной организации Лотта Свярд в период с 1929 по 1944 год.

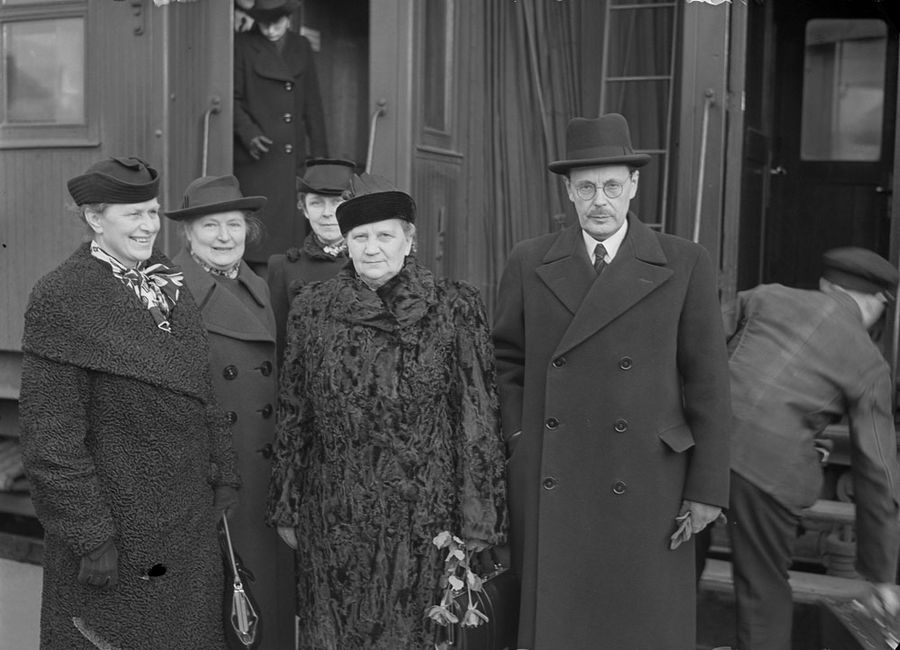
Фанни Луукконен

## Биография
Фанни Луукконен родилась в Оулу в 1882 году в семье Олли и Катарины Софии Луукконенов, была вторым ребёнком в семье. После окончания народной школы её определили в оулускую школу для девочек. Её классной дамой была известная проповедница пиетизма Ангелика Венель, влияние которой чувствовалось в поведении и мышлении многих её выпускниц долгое время после окончания школы. Окончила женское педагогическое училище при гельсингфорсском университете в 1902 году. После этого работала учительницей в Оулу, а затем, с 1912 года, занимала должность старшего педагога в школе для девочек при Сортавальской учительской семинарии.
Во время Гражданской войны служила в шюцкоре, а после её окончания вступила в только что созданную организацию Лотта Свярд, которую возглавила в 1929 году.
После Советско-финской войны 1939—1940 гг. в июне 1940 маршал Маннергейм вручил Луукконен Орден Креста Свободы первой степени с мечами (то есть за боевые заслуги). Она была первой женщиной, удостоившейся такой награды, в 1944 году она была дополнительно награждена звездой этого ордена. После инспекторских поездок по лагерям в оккупированной Карелии и по фронтовым частям, где служили лотты, она побывала в ставке Гитлера, где фюрер вручил ей крест ордена Германского Орла со звездой (3-я степень ордена из шести).
По окончании Советско-финской войны 1941—1944 гг., согласно условиям Московского перемирия по требованию Союзной контрольной комиссии в Финляндии (в соответствии со ст.21 договора о перемирии, предусматривавшей роспуск военных организаций) организация Лотта Свярд, возглавляемая Луукконен, была официально распущена.
Последние годы жизни Фанни Луукконен проживала в Хельсинки, где занималась литературными переводами. Она неоднократно упоминала, что стала получать письма с угрозами и оскорблениями от родственников жертв деятельности лотт и родителей лотт, пострадавших на войне, зачастую письма были анонимными.
Фанни Луукконен умерла в Хельсинки 27 октября 1947 года от сердечного приступа и была похоронена в родовой усыпальнице в Круунунсаари. На надгробном камне была высечена эмблема лотт и фраза: «Isänmaa on Jumalan ajatus» («Отечество — мысль Божья»).